# Anton Peterlin (mlajši)
Anton Peterlin, slovenski pasar, * 27. november 1876 Kamnik, † 31. oktober 1955, Kamnik.
Rodil se je v družini kamniškega pasarja Alojzija Peterlina. Obrti se je izučil pri očetu in za njim prevzel delavnico. Bil je spreten vrezovalec okraskov v kovino (cizeler) in izdelovalec drobnozrnatega in nitkastega okrasja iz srebra in zlata (filigran), zlasti za narodne noše. Izdelal pa je med drugim tudi svetilko za večno luč za cerkev Sv. Miklavža nad Belo pri Špitaliču, svečnike za cerkve Sv. Neže na Selah pri Kamniku, Sv. Urha v Vranji Peči in Marijinega vnebovzetja v Zgornjem Tuhinju ter kelih za cerkev Sv. Mihaela v Šmihelu nad Mozirjem.  